# Aquarius palifolius
Aquarius palifolius (лат.) — гелофитное травянистое растение, вид рода Аквариус (Aquarius) семейства Частуховые (Alismataceae). Популярное аквариумное растение, которое в аквариумистике более известно под синонимичным названием эхинодо́рус лопатолистный (лат. Echinodorus palifolius), поскольку длительное время вид относился в роду Эхинодорус (Echinodorus).

## Этимология
Видовой эпитет palifolius может встречаться с написанием palaefolius — часто встречается как вариант написания (особенно в торговле), но считается орфографически неправильным или устаревшим. Это произолошло из-за разной латинизации греческих корней palae- (от греч. palaios = «древний, старый») и folius (лат. folium = «лист»)

## Описание
Гелофитное травянистое растение. Водная форма достигает высоты 25–30 см, надземная —  более 1 м. Подводные листья узкие, ланцетовидные, воздушные имеют овальную, близкую к ромбовидной форму с хорошо выраженными прожилками. Окраска подводных от тёмно-зелёной до коричневой. Молодые растения внешне напоминают частуху обыкновенную. 

## Ареал
В природе встречается в тропических районах Южной Америки.

## Синонимы
Согласно данным GBIF на август 2025 года в синонимику вида входят следующие названия:
- ≡ Alisma ellipticum Mart.
- = Alisma ellipticum Mart. ex Schult.f.
- = Alisma ellipticum var. minus Seub.
- = Alisma nathpurense Steud.
- = Alisma palifolium (Nees & Mart.) Kunth
- = Alisma virgata Hook. & Arn.
- = Echinodorus ellipticus (Mart. ex Schult.f.) Micheli
- = Echinodorus ellipticus var. latifolius Micheli
- = Echinodorus ellipticus var. minus (Seub.) Micheli
- = Echinodorus glandulosus Rataj
- = Echinodorus palaefolius var. latifolius (Mich) Rataj, 1971
- = Echinodorus palaefolius var. minus (Seub.) Rataj, 1971
- = Echinodorus palifolius (Nees & Mart.) Herter
- = Echinodorus palifolius (Nees & Mart.) J.F.Macbr.
- = Echinodorus palifolius var. latifolius (Micheli) Rataj
- = Echinodorus palifolius var. minus (Seub.) Rataj
- = Echinodorus piauhyensis Kasselm.
- = Echinodorus virgatus (Hook. & Arn.) Micheli
- ≡ Sagittaria palifolia Nees & Mart.basionym
- = Sagittaria palifolia f. foliosobracteata Kuntze
- = Sagittaria palifolia var. heterophylla Kuntze
- = Sagittaria palifolia var. undulata Kuntze

## Культивирование
При содержании растения в аквариуме оптимальная температура составляет 20—28 °C. Вода должна быть средней жёсткости, 8—16 немецких градусов), с нейтральной или слабощелочной реакцией (pH 7,0—7,5). При содержании в слабокислой воде растение плохо развивается и часто болеет. Растение требовательно к условиям освещения, при его недостатке его окраска бледнеет и оно вытягивается. Полезна подсветка лампами накаливания. Световой день должен продолжаться 8—10 часов, при его увеличении эхинодорус формирует воздушные листья. Грунт должен быть питательным и состоять из смеси крупной и средней гальки с примесью глины, торфа и древесного угля и быть обильно заилённым. 
Эхинодорус лопатолистный может также расти во влажной оранжерее или палюдариуме, где он быстрее растёт и активнее размножается, чем в аквариуме. 
В аквариуме лопатолистный эхинодорус размножается как вегетативно, так и семенами. Цвести эхинодорус начинает в возрасте около 1 года. При наличии воздушных листьев образуются длинные цветоносы с большим количеством цветков, которые требуют в условиях аквариума искусственного опыления. Созревшие семена высевают в песок, покрытый тонким слоем воды. Саженцы очень чувствительны к резкому изменению условий окружающей среды. При погружении цветоноса в воду на нём образуются дочерние растения, которые можно отделять после образования 4—5 листьев.